# Temporada 2021 del Campeonato Asiático de F3
La temporada 2021 del Campeonato Asiático de F3 fue la cuarta edición de dicho campeonato. Comenzó en enero en Dubái, Emiratos Árabes Unidos, y finalizó en febrero en Yas Marina.
Guanyu Zhou ganó el título de pilotos y Abu Dhabi Racing by Prema el de equipos.

## Equipos y pilotos
| Equipo                           | N.º | Pilotos             | Estado | Rondas   |
| -------------------------------- | --- | ------------------- | ------ | -------- |
| Pinnacle Motorsport              | 3   | Pierre-Louis Chovet |        | Todas    |
| Pinnacle Motorsport              | 10  | Alessio Deledda     |        | Todas    |
| Pinnacle Motorsport              | 25  | Alexandre Bardinon  |        | Todas    |
| Pinnacle Motorsport              | 40  | Matthias Lüthen     |        | 1-3      |
| Evans GP                         | 4   | Patrik Pasma        |        | Todas    |
| Evans GP                         | 5   | Casper Stevenson    | N      | 1-2      |
| Evans GP                         | 5   | Alex Connor         | N      | 4-5      |
| Evans GP                         | 6   | Isack Hadjar        | N      | 1-3      |
| Evans GP                         | 51  | Irina Sidorkova     | N      | 1-2, 4-5 |
| Motorscape                       | 7   | Roberto Faria       | N      | Todas    |
| Motorscape                       | 77  | Nicola Marinangeli  |        | Todas    |
| BlackArts Racing                 | 8   | Rafael Villagómez   | N      | Todas    |
| BlackArts Racing                 | 62  | Lorenzo Fluxa       | N      | Todas    |
| BlackArts Racing                 | 66  | Zdenek Chovanec     |        | 1        |
| BlackArts Racing                 | 74  | Cem Bölükbaşı       | N      | Todas    |
| Hitech Grand Prix                | 11  | Roman Staněk        |        | Todas    |
| Hitech Grand Prix                | 12  | Ayumu Iwasa         | N      | Todas    |
| Hitech Grand Prix                | 13  | Reece Ushijima      | N      | Todas    |
| Hitech Grand Prix                | 14  | Roy Nissany         |        | Todas    |
| Abu Dhabi Racing by Prema        | 16  | Dino Beganovic      | N      | 1-3      |
| Abu Dhabi Racing by Prema        | 16  | David Vidales       |        | 4-5      |
| Abu Dhabi Racing by Prema        | 33  | Guanyu Zhou         |        | Todas    |
| Abu Dhabi Racing by Prema        | 88  | Amna Al Qubaisi     | N      | Todas    |
| Abu Dhabi Racing by Prema        | 99  | Khaled Al Qubaisi   |        | 4-5      |
| Mumbai Falcons India Racing Ltd. | 19  | Jehan Daruvala      |        | Todas    |
| Mumbai Falcons India Racing Ltd. | 28  | Kush Maini          |        | Todas    |

| Icono | Estado |
| ----- | ------ |
| N     | Novato |

## Calendario
| Ronda    | Ronda | Circuito            | Fecha         |
| -------- | ----- | ------------------- | ------------- |
| 1        | C1    | Autódromo de Dubái  | 29 de enero   |
| 1        | C2    | Autódromo de Dubái  | 30 de enero   |
| 1        | C3    | Autódromo de Dubái  | 30 de enero   |
| 2        | C1    | Circuito Yas Marina | 4 de febrero  |
| 2        | C2    | Circuito Yas Marina | 5 de febrero  |
| 2        | C3    | Circuito Yas Marina | 5 de febrero  |
| 3        | C1    | Circuito Yas Marina | 6 de febrero  |
| 3        | C2    | Circuito Yas Marina | 7 de febrero  |
| 3        | C3    | Circuito Yas Marina | 7 de febrero  |
| 4        | C1    | Autódromo de Dubái  | 13 de febrero |
| 4        | C2    | Autódromo de Dubái  | 14 de febrero |
| 4        | C3    | Autódromo de Dubái  | 14 de febrero |
| 5        | C1    | Circuito Yas Marina | 19 de febrero |
| 5        | C2    | Circuito Yas Marina | 20 de febrero |
| 5        | C3    | Circuito Yas Marina | 20 de febrero |
| Fuentes: |       |                     |               |

## Resultados
| Ronda | Ronda | Ronda        | Pole Position       | Vuelta rápida       | Piloto ganador      | Equipo ganador                   |
| ----- | ----- | ------------ | ------------------- | ------------------- | ------------------- | -------------------------------- |
| 1     | C1    | Dubái 1      | Guanyu Zhou         | Guanyu Zhou         | Guanyu Zhou         | Abu Dhabi Racing by Prema        |
| 1     | C2    | Dubái 1      |                     | Guanyu Zhou         | Guanyu Zhou         | Abu Dhabi Racing by Prema        |
| 1     | C3    | Dubái 1      | Pierre-Louis Chovet | Jehan Daruvala      | Pierre-Louis Chovet | Pinnacle Motorsport              |
| 2     | C1    | Yas Marina 1 | Jehan Daruvala      | Jehan Daruvala      | Jehan Daruvala      | Mumbai Falcons India Racing Ltd. |
| 2     | C2    | Yas Marina 1 |                     | Jehan Daruvala      | Jehan Daruvala      | Mumbai Falcons India Racing Ltd. |
| 2     | C3    | Yas Marina 1 | Pierre-Louis Chovet | Pierre-Louis Chovet | Pierre-Louis Chovet | Pinnacle Motorsport              |
| 3     | C1    | Yas Marina 2 | Jehan Daruvala      | Pierre-Louis Chovet | Pierre-Louis Chovet | Pinnacle Motorsport              |
| 3     | C2    | Yas Marina 2 |                     | Guanyu Zhou         | Pierre-Louis Chovet | Pinnacle Motorsport              |
| 3     | C3    | Yas Marina 2 | Jehan Daruvala      | Isack Hadjar        | Jehan Daruvala      | Mumbai Falcons India Racing Ltd. |
| 4     | C1    | Dubái 2      | Guanyu Zhou         | Kush Maini          | Pierre-Louis Chovet | Pinnacle Motorsport              |
| 4     | C2    | Dubái 2      |                     | Kush Maini          | Patrik Pasma        | Evans GP                         |
| 4     | C3    | Dubái 2      | Guanyu Zhou         | Pierre-Louis Chovet | Pierre-Louis Chovet | Pinnacle Motorsport              |
| 5     | C1    | Yas Marina 3 | Guanyu Zhou         | Guanyu Zhou         | Guanyu Zhou         | Abu Dhabi Racing by Prema        |
| 5     | C2    | Yas Marina 3 |                     | Patrik Pasma        | Patrik Pasma        | Evans GP                         |
| 5     | C3    | Yas Marina 3 | Guanyu Zhou         | Guanyu Zhou         | Guanyu Zhou         | Abu Dhabi Racing by Prema        |

## Clasificaciones

### Sistema de puntuación
| Posición | 1.º | 2.º | 3.º | 4.º | 5.º | 6.º | 7.º | 8.º | 9.º | 10.º |
| Puntos   | 25  | 18  | 15  | 12  | 10  | 8   | 6   | 4   | 2   | 1    |

### Campeonato de Pilotos
| Pos. | Piloto              | DUB1 | DUB1 | DUB1 | YMC1 | YMC1 | YMC1 | YMC2 | YMC2 | YMC2 | DUB2 | DUB2 | DUB2 | YMC3 | YMC3 | YMC3 | Puntos |
| ---- | ------------------- | ---- | ---- | ---- | ---- | ---- | ---- | ---- | ---- | ---- | ---- | ---- | ---- | ---- | ---- | ---- | ------ |
| 1    | Guanyu Zhou         | 1    | 1    | Ret  | 2    | 4    | 5    | 3    | 2    | 2    | 2    | 2    | 4    | 1    | 2    | 1    | 257    |
| 2    | Pierre-Louis Chovet | 4    | 4    | 1    | 5    | 5    | 1    | 1    | 1    | 4    | 1    | 3    | 1    | 5    | Ret  | 5    | 241    |
| 3    | Jehan Daruvala      | 3    | 7    | 7    | 1    | 1    | 2    | 2    | 6    | 1    | 5    | 12   | Ret  | 7    | 3    | 3    | 192    |
| 4    | Patrik Pasma        | 9    | 10   | 11   | 4    | 6    | 11   | Ret  | Ret  | 5    | 4    | 1    | 3    | 2    | 1    | 2    | 146    |
| 5    | Roy Nissany         | 2    | 8    | 3    | 7    | 8    | 7    | 5    | Ret  | 11   | 8    | Ret  | 7    | 4    | 7    | 6    | 99     |
| 6    | Isack Hadjar        | 8    | 3    | 4    | 3    | 2    | 3    | 10   | Ret  | 3    |      |      |      |      |      |      | 95     |
| 7    | Dino Beganovic      | 5    | 2    | 2    | Ret  | 3    | 15   | 4    | 3    | Ret  |      |      |      |      |      |      | 88     |
| 8    | Ayumu Iwasa         | 6    | 5    | 5    | 9    | 10   | 4    | 6    | 10   | 7    | 3    | Ret  | 10   | 10   | 11   | 7    | 81     |
| 9    | Cem Bölükbaşı       | 7    | 9    | 8    | 8    | 7    | 10   | 7    | 5    | Ret  | 7    | 8    | 12   | 9    | 6    | 9    | 61     |
| 10   | Roman Staněk        | 12   | 12   | Ret  | 6    | 9    | 8    | 9    | 8    | 6    | 6    | 4    | 11   | 18†  | Ret  | 4    | 60     |
| 11   | Kush Maini          | 21   | DNS  | 20   | 12   | 11   | 17   | 8    | 7    | 8    | NC   | Ret  | 5    | 3    | 4    | 8    | 55     |
| 12   | Reece Ushijima      | 10   | 11   | 6    | 10   | 13   | 6    | 12   | 11   | 10   | 10   | 5    | 6    | 8    | 9    | 10   | 45     |
| 13   | David Vidales       |      |      |      |      |      |      |      |      |      | 9    | 11   | 2    | 6    | 5    | 12   | 38     |
| 14   | Lorenzo Fluxá       | 14   | 14   | 10   | 11   | 21   | 13   | Ret  | 4    | 9    | 13   | 7    | 14   | Ret  | 10   | 13   | 22     |
| 15   | Roberto Faria       | 11   | 15   | 19   | 16   | 20   | 9    | 11   | 9    | 17   | 16   | Ret  | 9    | Ret  | 8    | Ret  | 10     |
| 16   | Alessio Deledda     | 13   | 6    | 13   | 22   | 15   | Ret  | 16   | 13   | 15   | 17   | 10   | 16   | 13   | 13   | Ret  | 9      |
| 17   | Alex Connor         |      |      |      |      |      |      |      |      |      | 11   | 6    | 13   | 17†  | Ret  | 11   | 8      |
| 18   | Rafael Villagómez   | Ret  | Ret  | 12   | 20   | 19   | 14   | Ret  | 12   | 12   | 12   | 9    | 8    | 11   | 14   | 14   | 6      |
| 19   | Zdenek Chovanec     | DNS  | 18   | 9    |      |      |      |      |      |      |      |      |      |      |      |      | 2      |
| 20   | Alexandre Bardinon  | 18   | 17   | Ret  | 15   | 12   | 12   | 14   | Ret  | 13   | Ret  | 13   | Ret  | Ret  | 17   | Ret  | 0      |
| 21   | Nicola Marinangeli  | 15   | 13   | 14   | 14   | 14   | Ret  | 13   | Ret  | 14   | 14   | 16   | 15   | 12   | 15   | 15   | 0      |
| 22   | Irina Sidorkova     | 19   | 19   | 15   | 19   | 18   | Ret  |      |      |      | 15   | 14   | 17   | 14   | 12   | 17   | 0      |
| 23   | Casper Stevenson    | 17   | 16   | 16   | 13   | Ret  | Ret  |      |      |      |      |      |      |      |      |      | 0      |
| 24   | Amna Al Qubaisi     | 16   | Ret  | 18   | 17   | 17   | 16   | 15   | 14   | Ret  | 18   | Ret  | Ret  | 16   | 18   | 16   | 0      |
| 25   | Khaled Al Qubaisi   |      |      |      |      |      |      |      |      |      | 19   | 15   | 18   | 15   | 16   | 18   | 0      |
| 26   | Matthias Lüthen     | 20   | 20   | 17   | 18   | 16   | 18   | 17   | Ret  | 16   |      |      |      |      |      |      | 0      |
| Pos. | Piloto              | DUB1 | DUB1 | DUB1 | YMC1 | YMC1 | YMC1 | YMC2 | YMC2 | YMC2 | DUB2 | DUB2 | DUB2 | YMC3 | YMC3 | YMC3 | Puntos |

| Color     | Resultado                                                               |
| --------- | ----------------------------------------------------------------------- |
| Oro       | Ganador                                                                 |
| Plata     | 2.ª plaza                                                               |
| Bronce    | 3.ª plaza                                                               |
| Verde     | Finalizó en los puntos                                                  |
| Azul      | Finalizó sin puntos                                                     |
| Azul      | NC - No clasificado                                                     |
| Violeta   | Ret - No terminó (Carrera)                                              |
| Rojo      | DNQ - No se clasificó                                                   |
| Negro     | DSQ - Descalificado                                                     |
| Blanco    | DNS - No empezó (carrera)                                               |
| Blanco    | WD - Retirado (fin de semana)                                           |
| Blanco    | C - Carrera cancelada                                                   |
| Sin color | DNP - Inscrito pero no participó                                        |
| Sin color | INJ - Lesionado                                                         |
| Sin color | EX - Excluido                                                           |
| Estado    | Resultado                                                               |
| Negrita   | Pole position                                                           |
| Cursiva   | Vuelta rápida                                                           |
| †         | Abandona, pero clasifica al completar el porcentaje requerido para ello |

Fuente: F3 Asia.

### Campeonato de Equipos
| Pos. | Equipo                           | Puntos |
| ---- | -------------------------------- | ------ |
| 1    | Abu Dhabi Racing by Prema        | 383    |
| 2    | Evans GP                         | 249    |
| 3    | Mumbai Falcons India Racing Ltd. | 247    |
| 4    | Pinnacle Motorsport              | 241    |
| 5    | Hitech Grand Prix                | 152    |
| 6    | BlackArts Racing                 | 82     |
| 7    | Motorscape                       | 6      |

Fuente: F3 Asia.

### Citas
1. ↑  Allen, Peter (23 de septiembre de 2020). «Asian F3 plans condensed 2021 calendar exclusively in UAE». FormulaScout.com (en inglés). Consultado el 30 de septiembre de 2020.
2. ↑  Slafer, Tomás (20 de febrero de 2021). «F3 Asiática 2021, Carrera 15: Zhou se proclama campeón». SoyMotor.com. Consultado el 20 de febrero de 2021.
3. ↑  «Pierre-Louis Chovet en Asian F3». AutoHebdo.fr (en francés). 16 de enero de 2021. Consultado el 16 de enero de 2021.
4. 1 2  «Check out the provisional Entry list for the first round of #f3asianchampionship 2021». Campeonato Asiático de F3 en Instagram (en inglés). 22 de enero de 2021. Consultado el 22 de enero de 2021.
5. ↑  Wood, Elliot (22 de diciembre de 2020). «Alexandre Bardinon joins Pinnacle Motorsport in Asian F3». FormulaScout.com (en inglés). Consultado el 22 de diciembre de 2020.
6. ↑  «F3 Asian Championship announces 23-car field for 2021 Dubai season-opener». Campeonato Asiático de F3 (en inglés). 27 de enero de 2021. Consultado el 27 de enero de 2021.
7. ↑  Evans GP (19 de octubre de 2020). «Championship Winning Engineer signs with Evans GP». Evans GP (en inglés). Consultado el 8 de noviembre de 2020.
8. ↑  Wood, Elliot (22 de enero de 2021). «Patrik Pasma joins Evans GP for Asian F3». FormulaScout.com (en inglés). Consultado el 22 de enero de 2021.
9. 1 2  Wood, Elliot (6 de enero de 2021). «Evans GP signs Irina Sidorkova and Casper Stevenson in Asian F3». FormulaScout.com (en inglés). Consultado el 6 de enero de 2021.
10. ↑  Wood, Elliot (12 de febrero de 2021). «Alex Connor making F3 debut at Dubai Autodrome this weekend». FormulaScout.com (en inglés). Consultado el 14 de febrero de 2021.
11. ↑  «DRIVER ANNOUNCEMENT | 🇫🇷 Isack Hadjar will not only make his debut in Formula Regional by Alpine this season with R-ace GP, the French driver will also compete in the first three rounds of F3 Asia with Evans GP! #F3». F1 Feeder Series en Twitter (en inglés). 4 de enero de 2021. Consultado el 4 de enero de 2021.
12. ↑  Wood, Elliot (3 de noviembre de 2020). «Karting team Motorscape joins F4 UAE with Dragon and Hitech support». FormulaScout.com (en inglés). Consultado el 4 de noviembre de 2020.
13. 1 2  «Teams & Drivers confirm for season 2021 (Updated on 19/01/2021)». Campeonato Asiático de F3 (en inglés). 18 de enero de 2021. Consultado el 19 de enero de 2021.
14. ↑  Costa, Massimo (16 de enero de 2021). «Marinangeli si accorda con Motorscape via Hitech». ItaliaRacing.com (en italiano). Consultado el 16 de enero de 2021.
15. ↑  Wood, Elliot (23 de diciembre de 2020). «Rafael Villagomez to Asian F3 with BlackArts Racing». FormulaScout.com (en inglés). Consultado el 23 de diciembre de 2020.
16. ↑  «Teams & Drivers confirm for season 2021 (Updated on 18/01/2021)». Campeonato Asiático de F3 (en inglés). 18 de enero de 2021. Consultado el 18 de enero de 2021.
17. ↑  Wood, Elliot (21 de diciembre de 2020). «BlackArts Racing signs Zdenek Chovanec for Asian F3». FormulaScout.com (en inglés). Consultado el 21 de diciembre de 2020.
18. 1 2  Wood, Elliot (26 de noviembre de 2020). «Asian F3 adds new teams, firms up 2021 season plans». FormulaScout.com (en inglés). Consultado el 8 de diciembre de 2020.
19. ↑  Wood, Elliot (18 de enero de 2021). «Roman Stanek joins Hitech GP for Asian and FIA F3». FormulaScout.com (en inglés). Consultado el 18 de enero de 2021.
20. ↑  «Honda 2021 Motorsports Program Overview». Honda (en inglés). 15 de enero de 2021. Consultado el 15 de enero de 2021.
21. ↑  Wood, Elliot (17 de diciembre de 2020). «Hitech GP names Reece Ushijima as first 2021 Asian F3 signing». FormulaScout.com (en inglés). Consultado el 17 de diciembre de 2020.
22. ↑  «DINO BEGANOVIC MOVES UP TO FORMULA REGIONAL EUROPEAN CHAMPIONSHIP BY ALPINE WITH PREMA». Prema Powerteam (en inglés). 12 de enero de 2020. Archivado desde el original el 19 de octubre de 2022. Consultado el 12 de enero de 2020. «As a preparation for the upcoming season, Beganovic will also enter the two opening rounds of the F3 Asian Championship with Abu Dhabi Racing by PREMA.»
23. 1 2  Wood, Elliot (18 de enero de 2021). «Prema completes Asian F3 line-up with Vidales and Zhou». FormulaScout.com (en inglés). Consultado el 18 de enero de 2021.
24. ↑  «Amna Al Qubaisi en F3 Asie». AutoHebdo.fr (en francés). 10 de enero de 2021. Consultado el 11 de enero de 2021.
25. ↑  «Abu Dhabi Racing by PREMA announces 2021 F3 Asia line-up». Mailchi.mp (en inglés). 18 de enero de 2021. Consultado el 18 de enero de 2021.
26. ↑  «F3 Asian Championship Tweaks Calendar, Eyes 23 Entries». AutoMobilSport.com (en inglés). 6 de enero de 2021. Consultado el 6 de enero de 2021.
27. 1 2  Wood, Elliot (11 de enero de 2021). «India’s Mumbai Falcons team set for Asian F3 with Daruvala and Maini». FormulaScout.com (en inglés). Consultado el 11 de enero de 2021.
28. ↑  «F3 Asian Championship announces plans for condensed UAE-based 2021 calendar». Campeonato Asiático de F3 (en inglés). 23 de septiembre de 2020. Consultado el 30 de septiembre de 2020.
29. ↑  Wood, Elliot (6 de enero de 2021). «Asian F3’s Abu Dhabi season opener replaced by Dubai round». FormulaScout.com (en inglés). Consultado el 6 de enero de 2021.
30. ↑  «NEWS | The F3 Asia calendar has been altered again. Instead of a double round at Dubai, there will now be a double round at Yas Marina a week earlier.». F1 Feeder Series en Twitter (en inglés). 14 de enero de 2021. Consultado el 14 de enero de 2021.
31. 1 2  «RACES / STANDINGS / 2021 - F3 Asian Championship Certified by FIA». Campeonato Asiático de F3 (en inglés). Archivado desde el original el 1 de febrero de 2021. Consultado el 5 de febrero de 2021.